# Pałtoga
Pałtoga (ros. Палтога) – miejscowość w Rosji, w obwodzie wołogodzkim. Została utworzona 27 czerwca 2001 roku wskutek połączenia kilku sąsiadujących wsi. Przebiega przez nią regionalna droga R37.